# Häusler Contemporary
Häusler Contemporary ist eine Galerie für zeitgenössische Kunst in Zürich, die Künstler wie James Turrell, Richard Allen Morris, Brigitte Kowanz, Keith Sonnier und Hamish Fulton vertritt.

## Geschichte
Die Galerie wurde 1992 von Christa und Wolfgang Häusler in München eröffnet, 2007 folgte eine Dependance in Zürich. Anfangs lag der Fokus auf Projektarbeit im Bereich Kunst und Architektur mit internationalen Künstlern wie Hamish Fulton, Keith Sonnier und James Turrell.
Die langjährige Zusammenarbeit mit diesen Künstlern prägt auch noch heute das Programm der Galerie. Häusler Contemporary setzt den Schwerpunkt auf zeitgenössische Kunst aus den Bereichen konzeptuelle Malerei, Zeichnung und Skulptur sowie künstlerische Positionen aus den 1960- und 1970er Jahren.
2020 wurde die Galerie in München an den Münchner Galeristen Max Goelitz übergeben. In Zürich wird Häusler Contemporary weiter fortgeführt.

## Ausstellungen
- 2002: Brigitte Kowanz - Another time, another place. Katalog, Hrsg. Wolfgang Häusler, anlässlich der Ausstellungen Häusler Contemporary, München, Kunstmuseum Celle mit Sammlung Robert Simon. Häusler Contemporary, München 2002.
- 2003: Mindscape. Hamish Fulton, Jürgen Partenheimer. Katalog hrsg. von Christa Häusler. Kulturmanagement Häusler, München 2003.
- 2017: Jürgen Partenheimer. Gespräche mit Alexander Kluge, Jan Thorn-Prikker und andere Texte. Katalog zur Ausstellung bei Häusler Contemporary, München und im White Cube London.

## Derzeit vertretene Künstler (Auswahl)
Bill Bollinger, Sébastien de Ganay, Hubert Kiecol, Brigitte Kowanz, Judy Ledgerwood, Richard Allen Morris, Jürgen Partenheimer, Erwin Redl, Alejandra Seeber, James Turrell, Roman Signer.